# Spytihněv I di Boemia
Spytihněv I (875 – 915 circa) membro della dinastia dei Přemyslidi, fu duca di Boemia dall'894 o dall'895 fino alla morte.

## Biografia
Era il figlio maggiore del duca Bořivoj I, il primo sovrano boemo storicamente documentato, e sua moglie Ludmila. Spytihněv e suo fratello minore Vratislao erano ancora minorenni al momento della morte del padre intorno all'889, e le terre della Boemia furono poste sotto la reggenza del loro suzerain, il grande sovrano della Moravia Svatopluk I.
Dopo la morte di Svatopluk nell'894, sorse un conflitto ereditario tra i suoi figli Mojmír II e Svatopluk II. Spytihněv approfittò della situazione per liberarsi dal vassallaggio moravo: secondo la cronaca franca degli Annales Fuldenses, apparve alla dieta imperiale (Reichstag) a Regensburg nell'895 e rese omaggio al re dei Franchi Orientali Arnolfo di Carinzia. Rafforzò il dominio dei Přemyslid nella Boemia centrale intorno all'attuale Praga, facendo erigere numerosi castelli lungo i confini del suo regno a Mělník, Libušín, Tetín, Lštění e Boleslav. Continuò anche l'estensione del castello di Praga come centro amministrativo del nascente ducato di Přemyslidi in sostituzione del primo gord medievale di Levy Hradec.
Spytihněv rafforzò ulteriormente i legami con il regno dei Franchi Orientali formando un'alleanza con il margravio Liutpoldo di Baviera, che nell'898 combatté contro Mojmír II, facendo sì che la Boemia si separasse dal regno della Grande Moravia. Ideato per proteggere la Boemia dalle devastazioni delle invasioni ungheresi, l'alleanza con il regno dei Franchi Orientali aprì anche la Boemia alla cultura carolingia e spianò la strada per il trionfo del cattolicesimo romano negli affari spirituali cechi.
Probabilmente fu sepolto nella chiesa della Vergine Maria nel castello di Praga, così come molti membri della dinastia reale dei Přemyslidi durante questo periodo.